# Juré (Loire)
Juré est une commune française située dans le département de la Loire en région Auvergne-Rhône-Alpes.

## Géographie

### Localisation
La superficie de la commune est 1 207 ha avec une altitude moyenne de 660 m. Juré se trouve à 63 km au nord-ouest de Saint-Étienne et à 75 km à l'ouest de Lyon. Le bourg se trouve en bordure de l'Aix, où je jette le ruisseau de la Tuilière.

### Communes limitrophes
| Saint-Just-en-Chevalet |                         | Crémeaux  |
|                        | Juré                    | Luré      |
| Saint-Marcel-d'Urfé    | Saint-Martin-la-Sauveté | Grézolles |

### Voies de communication
- L'autoroute A89 passe au sud de la commune, mais l'échangeur le plus proche est celui de Noirétable (sortie 4).
- Juré se trouve au carrefour des routes départementales 1 et 86.

### Climat
Pour des articles plus généraux, voir Climat d'Auvergne-Rhône-Alpes et Climat de la Loire.
En 2010, le climat de la commune est de type climat des marges montargnardes, selon une étude du Centre national de la recherche scientifique s'appuyant sur une série de données couvrant la période 1971-2000. En 2020, Météo-France publie une typologie des climats de la France métropolitaine dans laquelle la commune est exposée à un climat de montagne ou de marges de montagne et est dans la région climatique Nord-est du Massif Central, caractérisée par une pluviométrie annuelle de 800 à 1 200 mm, bien répartie dans l’année.
Pour la période 1971-2000, la température annuelle moyenne est de 10 °C, avec une amplitude thermique annuelle de 16,2 °C. Le cumul annuel moyen de précipitations est de 978 mm, avec 11,4 jours de précipitations en janvier et 7,7 jours en juillet. Pour la période 1991-2020, la température moyenne annuelle observée sur la station météorologique de Météo-France la plus proche, « Saint-Just-en-Chevalet », sur la commune de Saint-Just-en-Chevalet à 5 km à vol d'oiseau, est de 9,8 °C et le cumul annuel moyen de précipitations est de 884,6 mm,. Pour l'avenir, les paramètres climatiques de la commune estimés pour 2050 selon différents scénarios d'émission de gaz à effet de serre sont consultables sur un site dédié publié par Météo-France en novembre 2022.

## Urbanisme

### Typologie
Au 1er janvier 2024, Juré est catégorisée commune rurale à habitat très dispersé, selon la nouvelle grille communale de densité à sept niveaux définie par l'Insee en 2022.
Elle est située hors unité urbaine et hors attraction des villes,.

### Occupation des sols
L'occupation des sols de la commune, telle qu'elle ressort de la base de données européenne d’occupation biophysique des sols Corine Land Cover (CLC), est marquée par l'importance des territoires agricoles (76,4 % en 2018), une proportion sensiblement équivalente à celle de 1990 (77,1 %). La répartition détaillée en 2018 est la suivante : 
prairies (63,5 %), forêts (23,6 %), zones agricoles hétérogènes (12,9 %). L'évolution de l’occupation des sols de la commune et de ses infrastructures peut être observée sur les différentes représentations cartographiques du territoire : la carte de Cassini (XVIIIe siècle), la carte d'état-major (1820-1866) et les cartes ou photos aériennes de l'IGN pour la période actuelle (1950 à aujourd'hui).

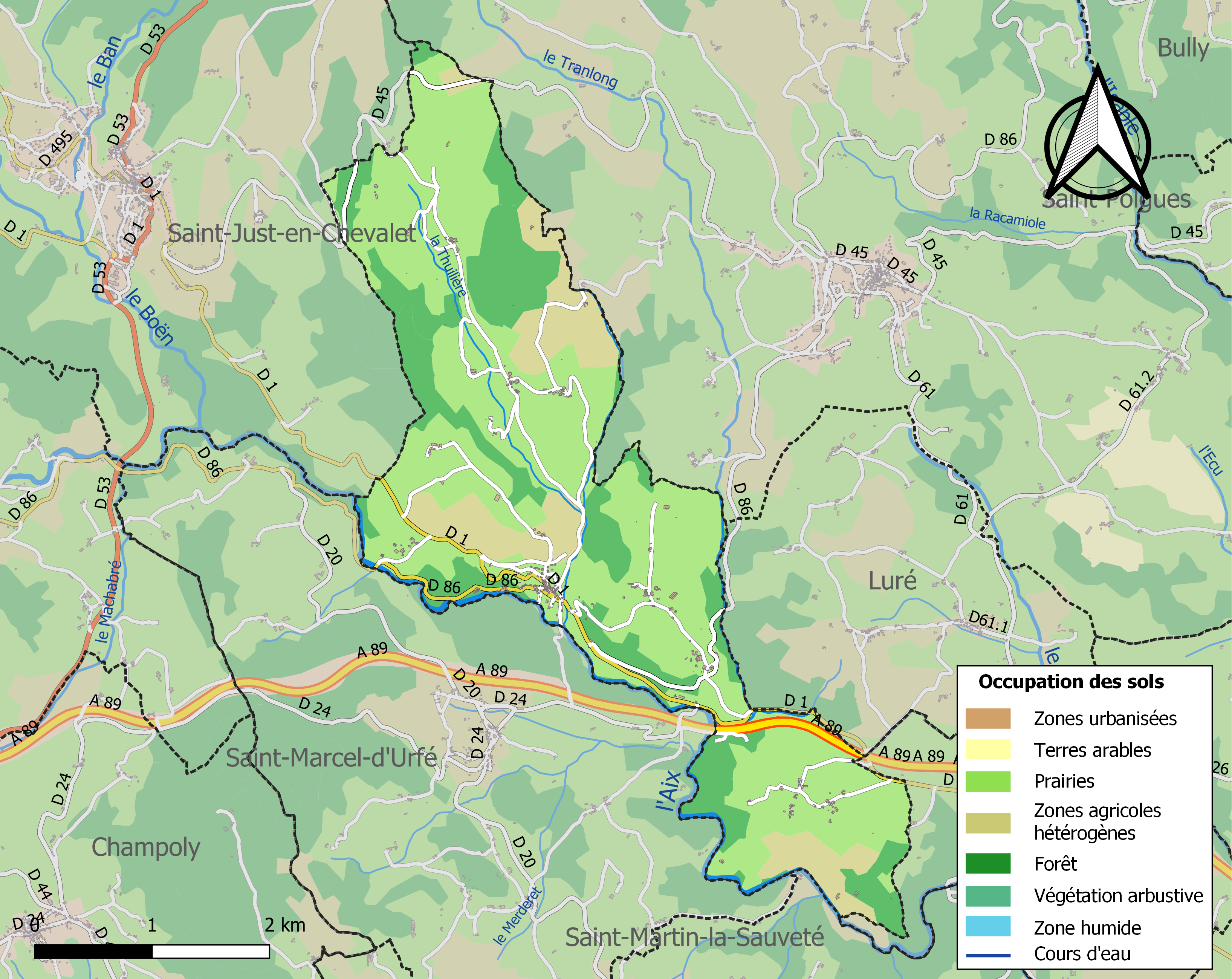
Carte des infrastructures et de l'occupation des sols de la commune en 2018 (CLC).

## Politique et administration

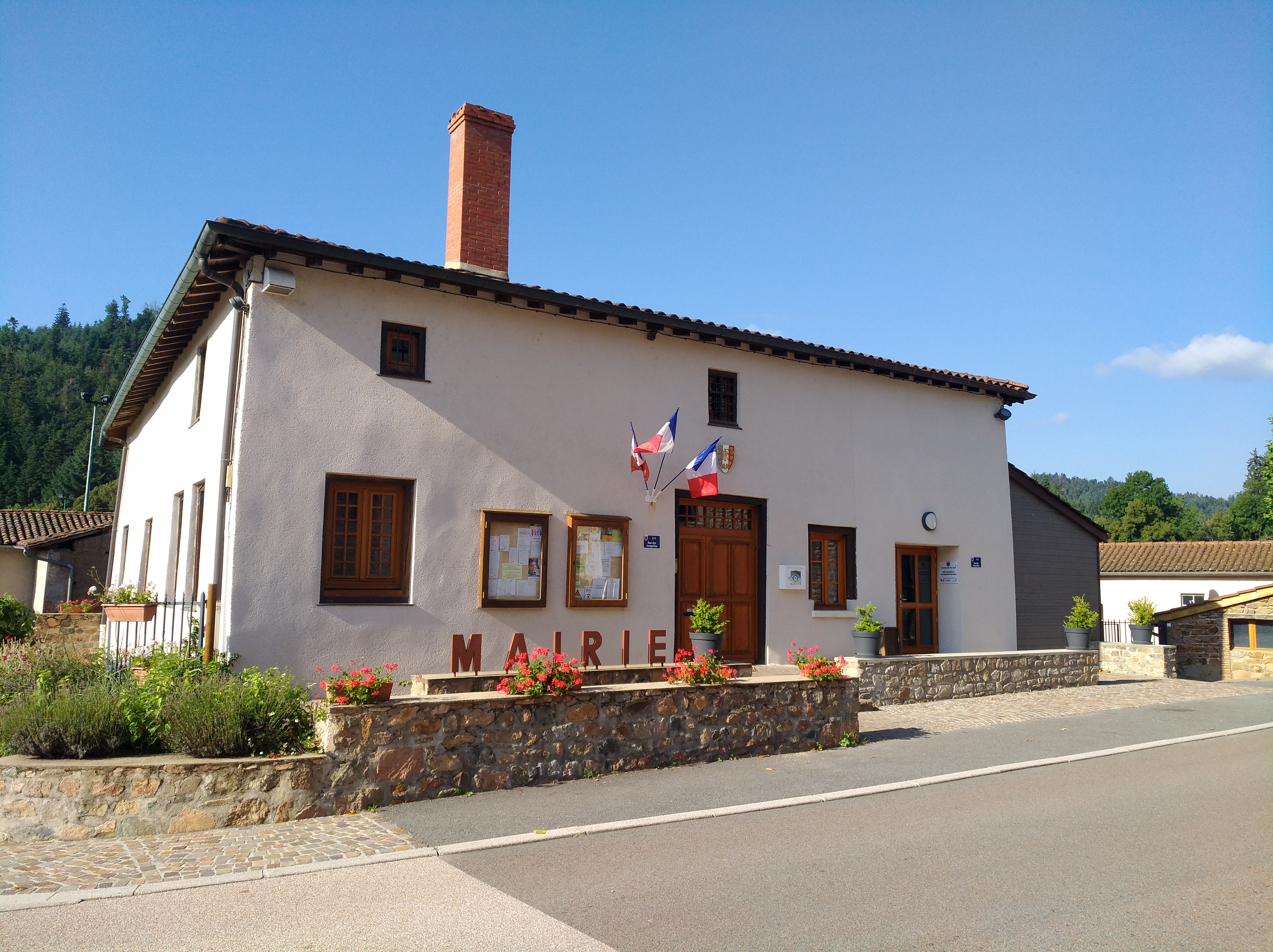
Mairie

| Période                                  | Période   | Identité           | Étiquette | Qualité |
| ---------------------------------------- | --------- | ------------------ | --------- | ------- |
| Les données manquantes sont à compléter. |           |                    |           |         |
| mars 1971                                | mars 1989 | Jean Travard       |           |         |
| mars 1989                                | mars 2014 | Jean Hugues Demure |           |         |
| mars 2014                                | en cours  | Patrice Espinasse  |           |         |

## Démographie
L'évolution du nombre d'habitants est connue à travers les recensements de la population effectués dans la commune depuis 1793. Pour les communes de moins de 10 000 habitants, une enquête de recensement portant sur toute la population est réalisée tous les cinq ans, les populations de référence des années intermédiaires étant quant à elles estimées par interpolation ou extrapolation. Pour la commune, le premier recensement exhaustif entrant dans le cadre du nouveau dispositif a été réalisé en 2006.

En 2022, la commune comptait 245 habitants, en évolution de +1,66 % par rapport à 2016 (Loire : +1,32 %, France hors Mayotte : +2,11 %).
| 1793 | 1800 | 1806 | 1821 | 1831 | 1836 | 1841 | 1846 | 1851 |
| ---- | ---- | ---- | ---- | ---- | ---- | ---- | ---- | ---- |
| 540  | 605  | 587  | 598  | 665  | 696  | 627  | 704  | 659  |

| 1856 | 1861 | 1866 | 1872 | 1876 | 1881 | 1886 | 1891 | 1896 |
| ---- | ---- | ---- | ---- | ---- | ---- | ---- | ---- | ---- |
| 666  | 646  | 685  | 690  | 656  | 622  | 632  | 631  | 602  |

| 1901 | 1906 | 1911 | 1921 | 1926 | 1931 | 1936 | 1946 | 1954 |
| ---- | ---- | ---- | ---- | ---- | ---- | ---- | ---- | ---- |
| 600  | 598  | 646  | 590  | 550  | 524  | 501  | 465  | 409  |

| 1962 | 1968 | 1975 | 1982 | 1990 | 1999 | 2006 | 2011 | 2016 |
| ---- | ---- | ---- | ---- | ---- | ---- | ---- | ---- | ---- |
| 388  | 361  | 272  | 274  | 208  | 209  | 243  | 240  | 241  |

| 2021 | 2022 | - | - | - | - | - | - | - |
| ---- | ---- | - | - | - | - | - | - | - |
| 246  | 245  | - | - | - | - | - | - | - |

## Culture locale et patrimoine

### Lieux et monuments

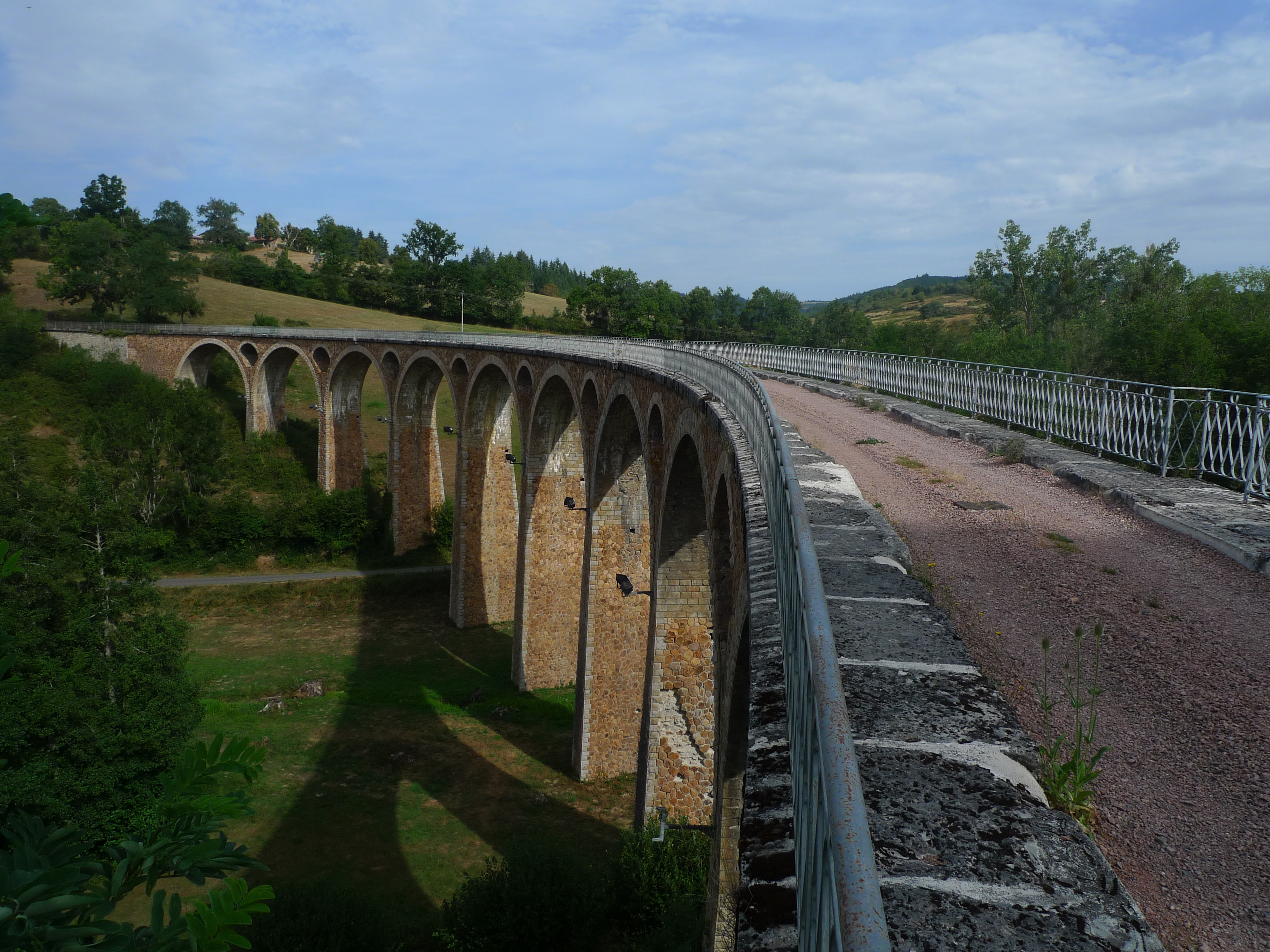
Le viaduc de la Thuilière

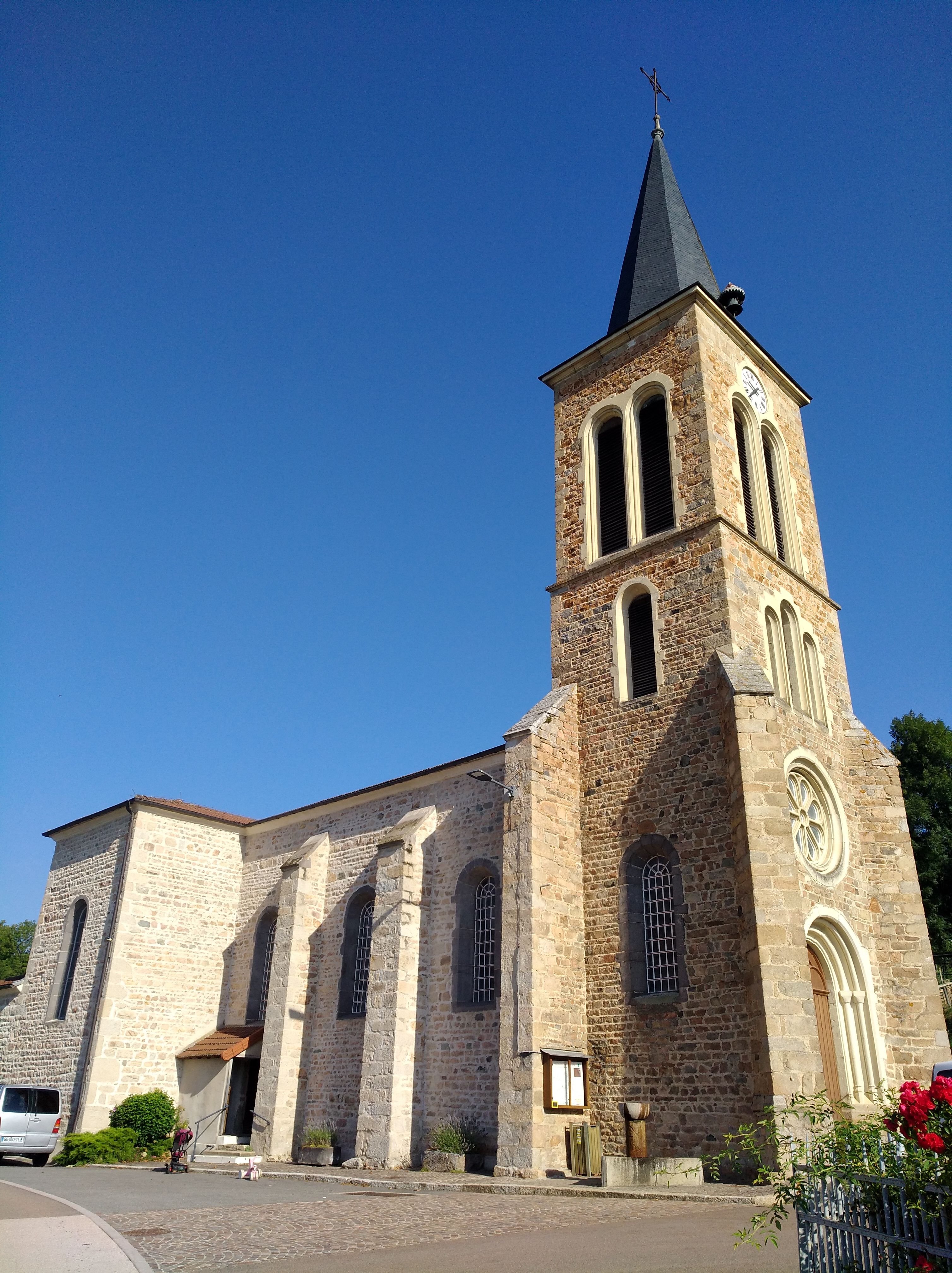
Église Saint-Barthélémy

La commune est traversée par le viaduc de la Thuilière à Juré, dit également simplement « viaduc de Juré ». D'une hauteur de 36 m, ses arches de granite rose franchissent 150 m. Construit au début du XXe siècle, il a servi au passage d'un tacot de Roanne à Vichy entre 1912 et 1939 exploité par la société des Chemins de fer du Centre. Il est pratiquement la copie du viaduc de Saint-Polgues, franchissant en courbe le vallon réunissant les eaux de la Thuilière et de la Baronne.
À l'extrémité côté Roanne du viaduc se trouvent les sources du Gouttay ; à l'époque du tacot s'y est implanté un petit établissement thermal, aujourd'hui disparu, ainsi que les cuves pour le ravitaillement de la locomotive.
- Église Saint-Barthélemy de Juré.

### Hameaux et lieux-dits
Le centre principal de la commune s'appelle le bourg, mais de nombreux hameaux la composent également :
- Bouzon
- Chavallard
- Chez Farjon
- Chez Portalier
- Chez Vial
- Couavoux
- Durelle (ou Durel)
- Géruzet
- la Côte
- la Limandière
- la Mine
- le Moulin Barbeau
- les Combes
- Peré
- Vaudier
- le Quart.

### La mine de Juré
À partir du XIIIe siècle, un filon de plomb argentifère est exploité à Juré. Il constitue le prolongement d'un riche filon exploité à Grézolles.
Tout commence par des exploitations faites par « les anciens » au Moyen Âge — pour les comtes de Forez — sur lesquelles on manque de renseignement, de l'aveu des spécialistes. La famille des Blumenstein obtient par arrêt du Conseil d'État du 10 août 1728 une concession « à Saint-Martin-la-Sauveté et deux lieues à la ronde ». Elle reprend l'investigation en 1734, puis 1740-1742, puis plus profondément en 1770. Après un temps d'incertitude du fait de la dureté des schistes environnant le filon, il est finalement exploité entre 1790 et 1800 par Blumenstein fils, les galeries menant jusque 30 mètres sous le niveau de l'Aix voisine. La concession est renouvelée aux Blumenstein le 18 octobre 1805 (26 vendémiaire de l'an XIV). Le texte mentionne l'acte de concession initial, par arrêt du Conseil d'État du 10 août 1728. Lors d'une tentative de réouverture de la mine entre 1820 et 1825, une machine à vapeur utilisée pour épuiser les eaux de galerie permet d'approfondir la fouille de 45 m supplémentaires. La mine employait vingt-cinq personnes en 1807, six en 1834,.
L'exploitation cesse en 1825, après que 1 000 tonnes environ de minerai eurent été extraites. Quelques menues prospections sont faites vers 1837-1838 sur un filon secondaire, à Bouzon. En 1844, après le rachat aux descendants de Blumenstein, l'exploitation est reprise au sein de la concession de Saint-Martin-la-Sauveté, mais après d'importants investissements en 1855, tout est définitivement abandonnée en 1863. L'exploitation est caractérisée par les forts coûts de boisage, du fait de la faible tenue des terrains.
Toutefois, une dernière tentative d'investigation a eu lieu dans les années 1950 sous l'impulsion de la société Pennaroya.
L'ancienne entrée de mine est encore décelable au lieu-dit Durelle, et les rejets de mine constituent une part des abords du lieu-dit la Mine.

### Héraldique
|  | Les armoiries de Juré (conçues en 2014 par Robert Cichon, habitant de la commune[réf. nécessaire]) se blasonnent ainsi : Coupé : au 1e recoupé au I de vair de deux tires, au II de gueules au viaduc de sable, de trois arches et deux demies, maçonné du champ et mouvant du chef, de la pointe et des flancs, au 2e de sable au dauphin d'or accosté de deux jonquilles d'or, tigées et feuillées de sinople, les corolles affrontées. Adopté le 28 mai 2014. |